# Richard Schwartz (Schriftsteller)
Richard Schwartz (* 1958 Frankfurt am Main) ist das Pseudonym eines deutschen Schriftstellers. Unter diesem Künstlernamen veröffentlichte er den Fantasy-Romanzyklus Das Geheimnis von Askir sowie dessen Fortsetzung Die Götterkriege. Unter weiteren Pseudonymen Romane unterschiedlicher Genres.

## Biographie
Laut Interview und seines Verlages ist Richard Schwartz 1958 in Frankfurt geboren, ausgebildeter Flugzeugmechaniker und hat ein Studium der Elektrotechnik und Informatik absolviert. Weiterhin soll er als Tankwart, Postfahrer und Systemprogrammierer gearbeitet haben. Laut eigenen Aussagen hat er bis 2005 – also bis kurz vor der Veröffentlichung seines Debütromans – ein Softwareunternehmen geleitet. Über Richard Schwartz wird in denselben Quellen angegeben, dass er Autos und Motorräder restauriert und ein erfahrener Rollenspiel-Spielleiter ist, wobei letzteres ihn als Autor in diesem Genre stark beeinflusst haben soll.

## Pseudonyme
Der Autor gab in einem Interview an, dass das Pseudonym Richard Schwartz besser für das Genre Fantasyliteratur und eine Veröffentlichung im englischsprachigen Raum geeignet sei als sein bürgerlicher Name. Er ergänzte, dass dieser Künstlername eine Bindung an einen Verlag erlaubt und dass er für andere Zwecke andere Pseudonyme nutze sowie nutzte.

### Carl A. deWitt
Dem genrespezifischen Verzeichnis der Phantastik-Couch zufolge schreibt derselbe Autor als „Carl A. deWitt“ im selben Genre. Ein Kommentar weist auf die mögliche Einordnung ins Subgenre Jugend-Fantasy hin. Dies könnte ein Grund für die Wahl eines weiteren Pseudonyms sein. Ein weiterer ist die Veröffentlichung bei anderen Verlagen.
Beide Pseudonyme verwenden das Geburtsjahr 1958 und eine Berufslaufbahn in den Bereichen Technik und Informatik.
Die Lytar-Chronik nennt neuerdings im neuen Verlag als Autor „Richard Schwartz“, somit ist dieses Pseudonym bestätigt.

### Helmut Wolkenwand
Im neuen Genre Krimi gibt es ein offenbar vom Verlag gewähltes Pseudonym. Die Wahl ist beim Autor nicht allzu gut angekommen, wie er in einem Blog im Piper-Forum ironisch anmerkt. Die Kurzbeschreibung auf dem Buchrücken (Werdegang, Geburtsjahr und Geburtsort) ist praktisch identisch.

### Andras
Wenn man sich mit einigen Kommentaren aus dem Piperblog auseinandersetzt, findet man ein weiteres Pseudonym: Andras. Unter diesem Namen schrieb der Schriftsteller den SM-Roman Schatten.

### David Winter
Der Thriller Shakran, beim Verlag Lübbe 2010 erschienen, stammt vom selben Autor. Schreibstil und Angaben zum Autor passen auch hier, zudem hat der Autor das Pseudonym inoffiziell bestätigt.

## Veröffentlichungen

### Romanzyklen in der WeltAskir

#### Das Geheimnis von Askir
Der erste unter dem Pseudonym Richard Schwartz verfasste Roman Das erste Horn wurde bereits bei Veröffentlichung als erster Teil des Zyklus Das Geheimnis von Askir bezeichnet. Die Handlung in Das erste Horn hätte durch ihren Verlauf für sich alleine stehen können.
In Das erste Horn wird ein abgelegenes Gasthaus eingeschneit und zwingt damit sehr unterschiedliche Figuren, sich miteinander zu arrangieren. Anfangs steht ein Mord im Mittelpunkt und die beiden Protagonisten verhalten sich wie Kommissare, die einen Fall lösen, um sich und die hilfesuchende Wirtsfamilie vor Eskalation zu schützen. Damit ist Das erste Horn eine Mischung aus Krimi und Fantasyroman.
Magie und göttliches Wirken spielen eine zentrale Rolle in der Welt der Stadt Askir. Die Welt in das Geheimnis von Askir unterscheidet sich sehr stark von der unseren. So hat sie zwei Monde und wird u. a. von Phantasiewesen bevölkert, die sie nur zum Teil mit Werken anderer Autoren des Genres teilt. Doch nimmt sie auch viele Anleihen aus der irdischen Realhistorie, z. B. die Verehrung einer Liebesgöttin mit dem Namen Astarte und die Nachbildung eines arabischen Kalifats als „Bessarein“, die mehrere Bände lang den wichtigsten Schauplatz bildet. Manchmal wird der kulturell unterschiedliche Gebrauch von Begriffen thematisiert, wenn sich z. B. die Protagonisten über ihr unterschiedliches Verständnis von Sklaverei unterhalten.
Eine wesentlich größere Rolle spielt dagegen, dass die Protagonisten ihre Welt ohne unüberwindliche Grenzen erkunden und beeinflussen können. Mehrere Götter sind so z. B. als zum Anfassen nahe geschildert (u. a. der Allvater und die Drachen-Dame in Der Kronrat). Es wird darüber hinaus die Frage aufgeworfen, worin der Unterschied zwischen einer Kreatur und einem Gott besteht. So werden etwa verschiedene Wesen beschrieben, die typische Eigenschaften sowohl von Göttern als auch von Kreaturen aufweisen. Der Antagonist der Handlung – der Tyrann – trachtet danach, selbst ein Gott zu werden und die Schilderung des Autors deutet an, dass dies gelingen könnte, wenn man ihn gewähren lässt.

#### Bände ohne expliziten Zyklus
Die Handlung von Die Eule von Askir ist zwischen Band 5 Die Feuerinseln und Band 6 Der Kronrat des ersten Zyklus angelegt.
Darin werden Orte und Figuren eingeführt, die Havalds Gruppe erst in Der Kronrat kennenlernt. In diesem letzten Band des Zyklus werden Handlungsstränge aus dem Zyklus und aus Die Eule von Askir vereint.
Im Nachfolge-Zyklus der Askir-Reihe, Die Götterkriege, gibt es mit Der Inquisitor von Askir ebenfalls einen Band, der zunächst nicht der Hauptreihe angehörte. Die darin stattfindenden Ereignisse werden in folgenden Bänden thematisiert und spielen dort eine größere Rolle als Die Eule von Askir im vorherigen Zyklus. Wiederkehrendes Motiv ist, dass mit Der Inquisitor von Askir ebenfalls ein Band nachträglich in eine bestehende Lesereihenfolge eingeschoben wurde: Seit Ende 2015 wird der Band Die Eule von Askir auf dem Cover als Das Geheimnis von Askir 6 bezeichnet, während Der Kronrat zu Band 7 erklärt wurde.

#### Die Götterkriege
Im ersten Band, Die Rose von Illian, ist weiterhin die Gruppe um Havald zentral. Leser von Das Geheimnis von Askir müssen weder Welt, Handlung noch Figuren neu kennenlernen. Leser, die Das Geheimnis von Askir nicht kennen, werden feststellen, dass die Figuren viel gemeinsame Vorgeschichte haben.

#### Verweise zu anderen Fantasy Welten
Richard Schwartz bedient sich mit Namen und Begriffen öfters bei anderer Fantasy-Literatur oder Rollenspielen. So besteht beispielsweise die Rüstung von Königin Leandra aus Mithril, welches man in erster Linie von Herrn der Ringe kennt. Oder auch die Namensgleichheit des Gottes Boron, bekannt aus dem Rollenspiel Das Schwarze Auge.

### Andere Romanzyklen

#### Die Lytar-Chronik
Die Lytar-Chronik, ursprünglich veröffentlicht unter dem Pseudonym Carl A. deWitt, ist das erste Werk des Autors. Ähnlich wie bei den Askir-Zyklen geht es auch hier um eine Prophezeiung, ein altes Reich und Magie. Auch in dieser Reihe dreht sich alles um einen einzelnen Protagonisten, der Verbündete um sich sammelt, um eine fremde Macht, die das Land bedroht, zu besiegen.
Die ersten beiden Bände erschienen noch im Verlag Fredebold und Fischer, aber aufgrund von massiven Kürzungen und einem Rechtsstreit wanderte der Autor ab zum Piper Verlag, wo der komplette Zyklus, diesmal unter dem Namen Richard Schwartz, ungekürzt veröffentlicht wurde.

#### Die Eisraben-Chroniken
Bei dieser Reihe von Richard Schwartz handelt es sich um sogenannte LitRPG-Romane, ein Literaturgenre, welches die Schriftstellerei mit Elementen aus dem Rollenspielbereich verknüpft. In den Büchern sind deshalb oft Infoboxen zu finden, die Eigenschaften und Aussehen handelnder Figuren, Gegnern und Monstern abbilden.
Hauptfigur ist diesmal eine ehemalige Kampfpilotin, die bei einem Unfall schwer verletzt wird und deren Bewusstsein zu Heilungszwecken in eine künstliche Realität (einem MMORPG) versetzt wird, wo sie in einem mittelalterlichen Fantasysetting mit anderen Spielern das Böse bekämpft.
Die dortigen Handlungen haben aber Auswirkungen auf die steuernde Künstliche Intelligenz und die reale Welt.

#### Die Sax-Chroniken
Bei den Sax-Chroniken handelt es sich dem Verlag zufolge um eine Space Opera. Der erste Roman, Die Starfarer-Verschwörung, erschien im Oktober 2019, Teil 2 – Die Rovan-Intrige – im März 2024.

## Werke

### Als Richard Schwartz

#### Das Geheimnis von Askir
- Das erste Horn. Piper Verlag, München 2006, ISBN 3-492-26606-1.
- Die zweite Legion. Piper Verlag, München 2007, ISBN 978-3-492-26629-1.
- Das Auge der Wüste. Piper Verlag, München 2007, ISBN 978-3-492-26632-1.
- Der Herr der Puppen. Piper Verlag, München 2008, ISBN 978-3-492-26666-6.
- Die Feuerinseln. Piper Verlag, München 2009, ISBN 978-3-492-26675-8.
- Die Eule von Askir. Piper Verlag, München 2009, ISBN 978-3-492-26674-1. (ursprünglich als „Stand-Alone-Auskopplung“ der Reihe erschienen und im Nachhinein offiziell als Band 6 in die Reihe eingegliedert)
- Der Kronrat. Piper Verlag, München 2011, ISBN 978-3-492-26822-6.

#### Sammelbände Das Geheimnis von Askir
- Askir – Die komplette Saga 1. Piper Verlag, München 2014, ISBN 978-3-492-70333-8.
  - Das erste Horn
  - Die zweite Legion
  - Das Auge der Wüste
- Askir – Die komplette Saga 2. Piper Verlag, München 2015, ISBN 978-3-492-70344-4.
  - Der Herr der Puppen
  - Die Feuerinseln
- Askir – Die komplette Saga 3. Piper Verlag, München 2015, ISBN 978-3-492-70345-1.
  - Die Eule von Askir
  - Der Kronrat

#### Die Götterkriege
- Die Rose von Illian. Piper Verlag, München 2011, ISBN 978-3-492-26757-1.
- Die weiße Flamme. Piper Verlag, München 2011, ISBN 978-3-492-26829-5.
- Das blutige Land. Piper Verlag, München 2012, ISBN 978-3-492-26830-1.
- Die Festung der Titanen. Piper Verlag, München 2013, ISBN 978-3-492-26884-4.
- Der Inquisitor von Askir. Piper Verlag, München 2014, ISBN 978-3-492-26966-7. (ursprünglich als „Spin-Off über den beliebtesten Helden der Reihe“ erschienen und im Nachhinein als Band 5 in die Reihe eingegliedert)
- Die Macht der Alten. Piper Verlag, München 2015, ISBN 978-3-492-26919-3.
- Der Wanderer. Piper Verlag, München 2015, ISBN 978-3-492-26920-9.

#### Sammelbände Die Götterkriege
- Götterkriege – Die komplette Saga 1. Piper Verlag, München 2016, ISBN 978-3-492-70346-8.
  - Die Rose von Illian
  - Die weiße Flamme
- Götterkriege – Die komplette Saga 2. Piper Verlag, München 2017, ISBN 978-3-492-70417-5.
  - Das blutige Land
  - Die Festung der Titanen
- Götterkriege – Die komplette Saga 3. Piper Verlag, München 2017, ISBN 978-3-492-70429-8.
  - Der Inquisitor von Askir
  - Die Macht der Alten
  - Der Wanderer

#### Die Lytar-Chronik
Neuauflage im Piper Verlag
- Die Krone von Lytar Piper Verlag, München 2016, ISBN 978-3-492-28051-8.
- Das Erbe des Greifen Piper Verlag, München 2016, ISBN 978-3-492-28052-5.
- Das Blut der Könige Piper Verlag, München 2017, ISBN 978-3-492-28053-2.

#### Die Lytar-Chronik Sammelband
- Lytar: Die komplette Saga Piper Verlag, München 2019, ISBN 978-3-492-70481-6.
  - Die Krone von Lytar
  - Das Erbe des Greifen
  - Das Blut der Könige

#### Die Eisraben-Chroniken
- Fluchbrecher. Piper Verlag, München 2018, ISBN 978-3-492-70519-6
- Monsterjäger. Piper Verlag, München 2019, ISBN 978-3-492-70533-2
- Invasion. Piper Verlag, München 2024, ISBN 978-3-492-70544-8

#### Die Sax-Chroniken
- Die Starfarer-Verschwörung Piper Verlag, München 2019, ISBN 978-3-492-70368-0

- Die Rovan-Intrige, Piper Verlag, München 2024, ISBN 978-3-492-70367-3

#### Einzelbücher
- Der Falke von Aryn. Piper Verlag, München 2012, ISBN 978-3-492-70279-9.

### Als Carl A. deWitt

#### Lytar-Reihe (unter diesem Pseudonym unvollständig)
- Die Krone von Lytar. Fredebold und Fischer, Köln 2007, ISBN 978-3-939674-04-7.
- Das Erbe des Greifen. Blanvalet, München 2009, ISBN 978-3-442-26588-6.

### Als Andras
- Schatten. Heyne, München 2008, ISBN 978-3-453-43242-0.

### Als Helmut Wolkenwand
- Der Müllmann. Piper Verlag, München 2011, ISBN 978-3-492-26448-8.

### Als David Winter
- Shakran. Bastei Lübbe, Köln 2010, ISBN 978-3-404-16482-0.

## Hörbücher
Bisher sind 23 Teile exklusiv bei audible erschienen. Es handelt sich dabei um vollständige Lesungen der deutschen Taschenbücher. Gelesen werden die Bücher von Michael Hansonis.
- Das Geheimnis von Askir – Das erste Horn
- Das Geheimnis von Askir – Die zweite Legion
- Das Geheimnis von Askir – Das Auge der Wüste
- Das Geheimnis von Askir – Der Herr der Puppen
- Das Geheimnis von Askir – Die Feuerinseln
- Das Geheimnis von Askir – Die Eule von Askir
- Das Geheimnis von Askir – Der Kronrat
- Die Götterkriege – Die Rose von Illian
- Die Götterkriege – Die weiße Flamme
- Die Götterkriege – Das blutige Land
- Die Götterkriege – Die Festung der Titanen
- Die Götterkriege – Der Inquisitor von Askir
- Die Götterkriege – Die Macht der Alten
- Die Götterkriege – Der Wanderer
- Der Falke von Aryn
- Die Lytar-Chronik – Die Krone von Lytar
- Die Lytar-Chronik – Das Erbe des Greifen
- Die Lytar-Chronik – Das Blut der Könige
- Die Eisraben-Chroniken – Fluchbrecher
- Die Eisraben-Chroniken – Monsterjäger
- Die Eisraben-Chroniken – Invasion
- Die Sax-Chroniken – Die Starfarer-Verschwörung
- Die Sax-Chroniken – Die Rovan-Intrige